# Reprezentacja Bośni i Hercegowiny U-19 w piłce nożnej mężczyzn
Reprezentacja Bośni i Hercegowiny U-19 w piłce nożnej – zespół piłkarski do lat 19, reprezentujący Bośnię i Hercegowinę, powoływany przez selekcjonera, w którym występować mogą wyłącznie zawodnicy posiadający obywatelstwo bośniackie i którzy w momencie przeprowadzania finałów Mistrzostw Europy rocznikowo nie przekroczyli 19 roku życia. Za jego funkcjonowanie odpowiedzialny jest Bośniacki Związek Piłki Nożnej.

## Występy w ME U-19
- 2002: Nie zakwalifikowała się
- 2003: Nie zakwalifikowała się
- 2004: Nie zakwalifikowała się
- 2005: Nie zakwalifikowała się
- 2006: Nie zakwalifikowała się
- 2007: Nie zakwalifikowała się
- 2008: Nie zakwalifikowała się
- 2009: Nie zakwalifikowała się
- 2010: Nie zakwalifikowała się
- 2011: Nie zakwalifikowała się
- 2012: Nie zakwalifikowała się
- 2013: Nie zakwalifikowała się
- 2014: Nie zakwalifikowała się
- 2015: Nie zakwalifikowała się
- 2016: Nie zakwalifikowała się
- 2017: Nie zakwalifikowała się
- 2018: Nie zakwalifikowała się
- 2019: Nie zakwalifikowała się
- 2020: Nie zakwalifikowała się